# Сядорга-Сірми
Ся́дорга-Сі́рми (рос. Сядорга-Сирмы, чув. Çатăрка Çырми) — присілок у складі Канаського району Чувашії, Росія. Входить до складу Вутабосинського сільського поселення.
Населення — 297 осіб (2010; 337 у 2002).
Національний склад:
- чуваші — 99 %